# جنگ دوم بالکان
دومین جنگ بالکان جنگی بود که با حمله بلغارستان ناراضی از تقسیم اراضی به دست آمده از جنگ اول بالکان به متحدین سابق خود یعنی صربستان و یونان در روز ۱۶ ژوئن سال ۱۹۱۳ آغاز شد. ارتش‌های صربستان و یونان توانستند حمله اولیه بلغارستان را دفع کرده در جریان ضد حمله وارد خاک بلغارستان شوند. با توجه به این بلغارستان از پیش بر سر مناطق مرزی با رومانی نیز اختلاف داشت، این کشور نیز با استفاده از فرصت علیه بلغارستان وارد جنگ شد. همچنین امپراتوری عثمانی با غنیمت شمردن فرصت و ضعف بلغارستان وارد درگیری شد تا برخی از مناطق از دست رفته خود در جنگ اول بالکان را باز پس بگیرد. زمانی که نیروهای رومانیایی تا دروازه‌های صوفیه، پایتخت بلغارستان پیش آمدند، بلغارها با پذیرش شکست پیشنهاد آتش‌بس دادند که به امضای پیمان بخارست انجامید که بر اساس آن بلغارستان بخشی از مناطق به دست آورده خود در جنگ اول بالکان را به صربستان، یونان و رومانی واگذار کرد. در قرار جداگانه‌ای بر اساس پیمان قسطنطنیه بلغارها ادرنه را نیز به امپراتوری عثمانی پس دادند.
این جنگ باعث از هم پاشیدن اتحاد بلغارستان و روسیه به عنوان تنها متحد آن شد. به همین دلیل صربستان از حمایت کامل روسیه برخوردار شد و این به جاه‌طلبی‌های صربستان دامن زد. این کارها باعث ترس بیش از حد امپراتوری اتریش-مجارستان گردید.

## پیش زمینه
در جریان جنگ اول بالکان، اتحادیه بالکان (شامل کشورهای صربستان، بلغارستان، مونتنگرو و یونان) توانسته بود با موفقیت امپراتوری عثمانی را از بخش عمده‌ای از استان‌های اروپایی خود (شامل آلبانی، مقدونیه، سنجاک و تراکیه) بیرون براند و آن را محدود به چاتالجا و گالیپولی کند. امضای پیمان لندن در ۳۰ می ۱۹۱۳ که این جنگ را به پایان رساند، بر حاکمیت اتحادیه بالکان بر آن سوی خط میدیا در ساحل دریای سیاه تا انز در ساحل دریای اژه که پیش از این به اشغال درآمده بود، مهر تأیید زد و یک آلبانی مستقل ایجاد نمود.
روابط بین اعضای پیروز اتحادیه بالکان به سرعت بر سر تقسیم غنائم علی‌الخصوص در مقدونیه رو به سردی نهاد. در مذاکرات مخفیانه پیش از آغاز جنگ که به تشکیل اتحادیه انجامید، بلغارستان و صربستان در ۱۳ مارس ۱۹۱۲ قراردادی امضا کردند که حدود مرزهای آینده را مشخص می‌کرد به شکلی که شمال مقدونیه را بین آن‌ها به اشتراک می‌گذاشت و جنوب آن را به بلغارستان واگذار می‌کرد. اختلاف بر سر این مناطق که پیش از شعله‌ور شدن آتش جنگ آشکار شده بود، دو طرف را بر آن داشت این مناطق را مناطق مورد اختلاف بنامند و حاکمیت آن را موکول به داوری روسیه بنمایند. در جریان جنگ صربستان موفق شد مناطق بسیار بیشتری از آنچه که توافق شده بود، در جنوب مقدونیه به کنترل خود درآورد. هم‌زمان اندکی پیش از آنکه بلغارها به آنجا برسند، یونان بندر سالونیک در کرانه دریای اژه در جنوب مقدونیه را به تصرف خود درآورده بود تا با صرب‌ها هم‌مرز شود.
وقتی نمایندگان بلغارستان در لندن به‌طور واضح اخطار کردند که صرب‌ها نباید به حمایت کشورشان از آن‌ها در ادعاهایشان در آدریاتیک امیدوار باشند صرب‌ها با ناراحتی در جواب اذعان داشتند این عمل در تناقض آشکار با توافقی است که آن‌ها پیش از جنگ برای تفاهم دو جانبه به آن دست یافته بودند اما بلغارها با پافشاری تأکید کردند طبق نظر آن‌ها بخش‌های مربوط به مقدونیه در توافق بین دو طرف همچنان پا برجاست و صرب‌ها موظفند این مناطق را به گونه‌ای که پذیرفته‌اند تحویل بدهند. صربستان با متهم کردن بلغارستان به زیاده خواهی و حداکثر طلبی متذکر شدند اگر آن‌ها هر دو منطقه شمال آلبانی و شمال مقدونیه را از دست بدهند، مشارکت آن‌ها در این جنگ مشترک عملاً برای هیچ چیز بوده‌است.
وقتی بلغارها از صربستان خواستند به عهدی که پیش از جنگ در مورد شمال مقدونیه بسته بودند وفادار بمانند، صرب‌ها که به جهت ملزم شدن از جانب قدرت‌های بزرگ غربی به رها کردن دست‌آوردهای خود در شمال آلبانی از آن‌ها ناراضی بودند، به صورت مصرانه‌ای هر گونه دست کشیدن از اراضی دیگر تحت کنترل خود را رد کردند. این شرایط اساساً اتحاد بین دو کشور را از بین برد و آن‌ها را در حالت جنگ اجتناب ناپذیر قرار داد. به زودی درگیری‌های کوچک مرزی بین نیروهای بلغارستان در مناطق اشغالی صربستان و یونان درگرفت. با درک خطر بلغارستان، صربستان مذاکرات خود با یونانی‌ها را که آن‌ها نیز نگرانی‌هایی از مقاصد بلغارستان داشتند، آغاز کرد.
نوزدهم می ۱۹۱۳ یعنی دو روز پس از امضای پیمان لندن و ۲۸ روز پیش از آغاز حمله بلغارستان، صربستان و یونان به یک توافق سری برای یک اتحاد دفاعی بین خود دست یافتند و با تأیید مرزهای موجود بین یکدیگر، خود را در صورت حمله بلغارستان یا امپراتوری اتریش-مجارستان ملزم به یک اتحاد کردند. با این توافق صربستان توانست در اختلاف بر سر شمال مقدونیه، یونان را که حاکمیت فعلی صربستان بر مناطق تحت کنترل خود را تأیید می‌کرد، همراه خود بکند. در تلافی رابطه بین صرب‌ها و یونانی‌ها، ایوان گشوف، نخست‌وزیر بلغارستان ۲۱ می سندی با یونان به امضا رساند که بر اساس آن حدود دائمی مرزها و نیروهای دو کشور مشخص می‌شد و عملاً جنوب مقدونیه را به یونان می‌سپرد. البته عزل گشوف اقدامات دیپلماتیک او علیه صربستان را به پایان رساند.
با خودداری بلغارستان از تسلیم استحکامات سیلیسترا به رومانی نقطه دیگری از اختلافات به وجود آمد. وقتی رومانی خواهان سهم خود از جنگ اول بالکان شد، وزیر خارجه بلغارستان پیش نهاد برخی تغییرات کوچک مرزی بدون احتساب سیلیسترا و اطمینان از حفظ حقوق رومانیایی زبان‌ها در مقدونیه را مطرح کرد. رومانی تهدید خواسته‌های ارضی خود در بلغارستان را به زور به کنترل خود درآوردن که با طرح میانجیگری روسیه تخاصم فروکش کرد. در نتیجه بر اساس توافقی که در سنت بترزبورگ حاصل شد بلغارستان پذیرفت دست از سیلیسترا بردارد. این توافق سازشی میان ادعاهای رومانی بر کل منطقه دوبرویا و مخالفت بلغارستان در تحویل دادن اراضی خود بود. با این همه عدم موفقیت روسیه در حفظ تمامیت ارضی بلغارستان، باعث بدبینی آن‌ها نسبت به داوری روس‌ها میان بلغارستان و صربستان شد. رفتار بلغارستان تأثیر بلند مدتی نیز بر روابط آن با روسیه داشت. موضع غیرقابل انعطاف بلغارستان در رابطه با توافق‌های پیش از جنگ با صربستان در جریان دومین میانجیگری روسیه برای حل اختلاف این دو کشور باعث شد روسیه نهایتاً اتحاد خود با بلغارستان را ملغی کند. این دو مسئله باعث شد جنگ بلغارستان با رومانی و صربستان غیرقابل اجتناب شود.

## آماده‌سازی

### طرح جنگی بلغارستان
در سال ۱۹۱۲ آرمان‌های ملی بلغارستان به گونه‌ای که تزار فردیناند، پادشاه بلغارستان و رهبران نظامی اطراف او اذعان داشته بودند چیزی فراتر از مفاد پیمان سن استفانو بود به گونه‌ای که هر دو تراکیه غربی و شرقی، همه مقدونیه همراه بندر سالونیک، ادرنه و حتی قسطنطنیه را نیز شامل می‌شد. نشانه‌های اولیه فقدان تفکر واقع گرایانه در رهبران بلغارستان زمانی بروز کرد که با وجود اخطار پنجم نوامبر ۱۹۱۲ روسیه مبنی بر این که اگر ارتش بلغارستان قسطنطنیه را اشغال کند روسیه به آن‌ها حمله خواهد کرد، اما آن‌ها همچنان دست از اقدامات خود برای تسلط بر این شهر برنداشتند.
با این حال که ارتش بلغارستان موفق شد ادرنه را به تصرف خود درآورد اما با مغلوب شدن آن‌ها در نبرد چاتالجا برای دست یابی به قسطنطنیه جاه طلبی تزار فردیناند را برای تاجگذاری به عنوان امپراتور در آن شهر با شکست مواجه نمود. تمرکز بر تصرف تراکیه و شهر قسطنطنیه موجب شد بلغارستان بخش برگزی از مقدونیه از جمله بندر سالونیک را از دست بدهد و در حالتی غیرقابل باور تزار فردیناند و فرماندهان نظامی اطراف او را به فکر یک جنگ با متحدان سابق خود بیندازد. با وجود عثمانی ناراضی از ازدست دادن تراکیه در شرق و رومانی خشمگین در شمال، تصمیم بلغارستان برای آغاز یک جنگ با یونان در جنوب و صربستان در غرب بسیار خطرناک و ماجراجویانه به نظر می‌رسید. درحالیکه در همین حال امپراتوری عثمانی از ماه مه به شدت به دنبال کمک آلمانی‌ها در بازسازی و سازمان دهی مجدد ارتش خود بود. بلغارستان میانه ماه ژوئن از توافق بین صربستان و یونان برای اتحاد در صورت حمله آن‌ها، مطلع شد. ۲۷ ژوئن مونتنگرو اعلام کرد در صورت بروز یک جنگ بین بلغارستان و صربستان، آن‌ها جانب صربستان را خواهند گرفت. در پنجم فوریه رومانی به یک توافق با امپراتوری اتریش-مجارستان بر سر ترانسیلوانیا دست یافت و یک پیمان اتحاد با آن به امضا رساند و در ۲۸ ژوئن رسماً اعلام کرد در صورت جنگ جدید در بالکان بی‌طرف نخواهد ماند.
درحالیکه درگیری‌های کوچک در مقدونیه عموماً بین نیروهای صربستان و بلغارستان ادامه داشت، تزار نیکولای دوم، پادشاه روسیه تلاش می‌کرد جلوی جنگ در حال وقوع را بگیرد چرا که روسیه نمی‌خواست هیچ‌یک از متحدان اسلاو خود در بالکان را از دست بدهد. او هشتم ژوئن پیامی مشابه برای پادشاهان صربستان و بلغارستان فرستاد که در آن از آن‌ها دعوت می‌کرد بر اساس بندهای قرارداد ما بین دو کشور در سال ۱۹۱۲ داوری روسیه در این مسئله را بپذیرند. صربستان درخواست کرد آن قرارداد مورد بازبینی قرار گیرد چرا که پیش از این آن‌ها به جهت تصمیم قدرت‌های بزرگ برای ایجاد یک آلبانی مستقل شمال آن منطقه را از دست داده بودند. این مناطق بر اساس توافق بین دو کشور بلغارستان و صربستان به صربستان واگذار شده بود، درحالیکه شمال مقدونیه به بلغارستان تعلق گرفته بود. پاسخ بلغارستان به دعوت روسیه شامل شرایط بسیار زیادی بود که همراه یک ضرب‌الاجل وصول گردید تا دیپلمات‌های روس اطمینان خاطر پیدا کنند که بلغارستان تصمیم خود برای ورود به جنگ با صربستان را از پیش اتخاذ کرده‌است. همین امر باعث شد روسیه دست از تلاش خود برای داوری بردارد و پیمان اتحاد سال ۱۹۰۲ خود را با بلغارستان لغو نماید. بلغارستان در حال برهم زدن اتحادیه بالکان بود، اتحادیه‌ای که طبق نظر روسیه بهترین راه برای مقابله با توسعه خواهی امپراتوری اتریش-مجارستان در منطقه بالکان به نظر می‌رسید. ساختاری که روسیه در طی ۳۵ سال اخیر خون‌ها، پول‌ها و سرمایه‌های دیپلماتیک بسیاری به جهت آن متقبل شده بود. سرگی سازونوف، وزیر خارجه روسیه به استویان دانف، نخست‌وزیر تازه منصوب شده بلغارستان دقیقاً به این صورت اعلام کرد که «دیگر انتظار دیگری از ما نداشته باشید و وجود همه توافقات بین خودمان از سال ۱۹۰۲ تاکنون را فراموش کنید.» پیش از این تزار نیکولای دوم از بد عهدی دوباره بلغارستان نسبت به تحویل سیلیسترا به رومانی که با داوری روسیه حاصل شده بود، بسیار ناراحت بود. صربستان و یونان طرف کاهش قدرت ارتش‌های سه کشور به یک چهارم قدرت موجود را مطرح کردند تا این مسئله به صورت صلح‌آمیز حل و فصل شود اما بلغارستان این پیشنهاد را نیز رد کرد.
از هنگامی که گشوف صلح طلب از مقام خود عزل و دولت تندرو دانف، رهبر یک حزب روسوفیل (روس دوست) به عنوان نخست‌وزیر جدید منصوب شد، بلغارستان به فکر جنگ بود. حرف و حدیث‌هایی نیز وجود دارد که می‌گوید برخی شخصیت‌ها در صوفیه تزار فردیناند را برای ورود به جنگ با صربستان و یونان تهدید به سرنگونی کرده بودند. به هر حال ۱۶ ژوئن فرماندهی عالی ارتش بلغارستان تحت امر مستقیم تزار فردیناند بدون اطلاع دولت به نیروهای این کشور دستور داد بدون اعلان جنگ قبلی و با عدم تبعیت از دستور توقف جنگ حمله غافلگیرانه خود را علیه مواضع صربستان و یونان آغاز کنند. روز بعد دولت ستاد ارتش را تحت فشار قرار داد تا نیروها را وادار به متوقف کردن اقدامات خصمانه خود نماید که همین موضوع باعث سردرگمی، از دست دادن ابتکار عمل و بی‌حاصل شدن حالت عدم اعلان جنگ شد. در واکنش به فشار دولت تزار فردیناند ژنرال سافوف را عزل و ژنرال دیمیتریف را به جای او به فرماندهی کل منصوب کرد.
بلغارستان قصد داشت پیش از دخالت قدرت‌های بزرگ برای پایان دادن به مخاصمات، صربستان و یونان را شکست دهد و حداکثر ممکن مناطق را به تصرف خود درآورد. برای تأمین برتری لازم نظامی، همه نیروهای ارتش بلغارستان به این عملیات‌ها اختصاص داده شدند. هیچ فکری برای شرایط وارد شدن رومانی به جنگ یا ضد حمله امپراتوری عثمانی نشده بود چرا که به طرز عجیبی خیال می‌کردند روسیه این اطمینان را خواهد داد که هیچ حمله‌ای از آن دو جهت نخواهد شد، درحالی‌که نهم ژوئن روسیه پیمان اتحاد خود با بلغارستان را ملغی کرده و جهت اقدامات دیپلماتیک خود را به جانب رومانی تغییر داده بود. (روسیه پیش از این در دسامبر ۱۹۱۲ مقام افتخاری سپهبدی ارتش روسیه را به کارول، پادشاه رومانی اعطا کرده بود تا به وضوح تغییر مواضع خود نسبت به صوفیه را به آن‌ها گوشزد نماید) برنامه برای یک حمله متمرکز علیه سپاه صربستان در صحرای واردار و از بین بردن آن برای اشغال شمال مقدونیه همراه یک حمله کمتر متمرکز علیه ارتش یونان که از نصف توان ارتش صربستان برخوردار بود، حوالی بندر سالونیک برای اشغال شهر و مناطق جنوبی مقدونیه طراحی شده بود. فرماندهی عالی ارتش بلغارستان مطمئن نبود که نیروهایش بتوانند ارتش یونان را شکست دهند ولی خیال می‌کرد از توان کافی در بدترین حالت برای دفاع از جبهه جنوبی تا زمان رسیدن نیروهای کمکی پس از شکست دادن صرب‌ها در جبهه شمالی، برخوردار هستند.

### طرف متعارض
بر اساس قانون نظامی سال ۱۹۰۳ نیروهای مسلح بلغارستان به دو دسته ارتش فعال و شبه نظامیان ملی تقسیم می‌شدند. کل ارتش بلغارستان به ۹ لشکر پیاده و یک لشکر سواره تقسیم می‌شد. این ارتش از سازمان دهی به خصوصی در میان کشورهای اروپایی برخوردار بود به شکلی که هر لشکر پیاده از سه تیپ و هر تیپ از دو هنگ و هر هنگ از شش گردان ۲۵۰ نفره به اضافه یک گردان مستقل، دو هنگ بزرگ توپخانه و یک هنگ سواره تشکیل یافته بود که مجموعاً به هر لشکر ۲۵ گردان پیاده‌نظام بسیار سنگین و ۱۶ گروهان سواره نظام می‌بخشید که بزرگ‌تر از لشکرهای ارتش‌های صربستان و یونان در سال ۱۹۱۳ بود. در نتیجه با توجه به این که ارتش بلغارستان در ابتدای جنگ اول بالکان تنها در قالب ۹ لشکر از نزدیک به ۶۰۰ هزار نفر نیرو برخوردار بود، توان هر لشکر آن‌ها تقریباً برابر با توان یک سپاه بود. ضروریات تاکتیکی در طول و پس از جنگ اول بالکان این ساختار را دچار تغییر کرد. دهمین لشکر به کمک دو تیپ از لشکرهای اول و ششم ایجاد شد و ۳ تیپ مستقل نیز از نیروهای جدید تشکیل گردید. با این وجود ساختار سنگین قبلی به‌طور کلی باقی ماند. در مقابل ارتش مقدونیه یونان ۹ لشکر داشت اما تعداد مجموع نیروهای آن تنها عددی بالغ بر ۱۱۸ هزار بود. یکی دیگر از عوامل مؤثر بر قدرت واقعی لشکرهای نیروهای متخاصم توزیع توپخانه در آن‌ها بود. ۹ لشکر یونانی ۱۷۶ قبضه توپ و ۱۰ لشکر صرب ۲۳۰ قبضه توپ داشتند درحالیکه ارتش بلغارستان ۱۱۱۶ قبضه توپ در اختیار داشت که نسبت آن به یونانی‌ها را یک به شش و نسبت به صرب‌ها یک به پنج می‌کرد.
اختلاف نظرهایی در رابطه با قدرت ارتش بلغارستان در جنگ دوم بالکان وجود دارد. در ابتدای جنگ نخست بالکان بلغارستان توانست مجموع ۶۰۰ هزار نفر را در قالب ۳۶۶٫۲ هزار نفر نیروی کادر ارتش، ۵۴ هزار نفر نیروی ذخیره، ۵۴ هزار نفر شبه نظامی ملی، ۹۴٫۵ هزار نفر سرباز وظیفه، ۱۴٫۲ هزار نفر داوطلب و ۱۴٫۲ هزار نفر مرزبان بسیج کند. مجموع تلفات غیرقابل بازیابی ارتش بلغارستان در جنگ اول بالکان ۳۳ هزار نفر (۱۴ هراز نفر در میدان جنگ و ۱۹ هزار نفر در اثر بیماری) بود. برای جبران این عدد بلغارستان در فرصت میان دو جنگ ۶۶ هزار سرباز وظیفه عموماً از مناطق تازه اشغال شده جذب کرد که ۲۱ هزار نفر آن‌ها تیپ مستقل شهرهای سرس، دراما و اودرین (ادرنه) را تشکیل دادند. گفته می‌شود هیچ مردی باقی نماده بود که بسیج نشده باشد. طبق اعلام ستاد ارتش، ارتش بلغارستان در ۱۶ ژوئن ۷۶۹۳ افسر و ۴۹۲٬۵۲۸ سرباز (با احتساب تیپ‌های مستقل) در رده‌های مختلف خود داشته که ۹۹٬۶۵۷ نفر از جنگ قبل کمتر بوده‌است. در مقایسه، با کاستن تعداد واقعی تلفات از جمله زخمی‌ها و اضافه کردن سربازهای وظیفه تازه جذب شده در مجموع ارتش بلغارستان از ۵۷۶٬۸۷۸ نفر تشکیل شده بود. ارتش بلغارستان با کمبود تسلیحات جنگی نیز مقابل بود درحالیکه که فقط ۳۷۸٬۹۹۸ تفنگ در اختیار داشت.
لشکرهای اول و سوم ارتش بلغارستان در مرز قدیمی مشترک با صربستان گمارده شدند. لشکر پنجم در کیوستندیل و لشکر چهارم در منطقه کوچانی-رادوفیس در مقدونیه مستقر گردیدند. در نهایت لشکر دوم نیز مسئول اقدام علیه یونانی‌ها شد.
نیروهای ارتش پادشاهی صربستان در مجموع دارای ۳۴۸ هزار نفر از جمله ۲۵۲ هزار نفر نیروی رزمی بودند که به سه سپاه در قابل ۱۰ لشکر تقسیم شده بودند. عمده این نیروها در جبهه مقدونیه بین رودخانه واردار و شهر اسکوپیه مستقر گردیدند. فرماندهی ظاهری کل قوا بر عهده پتر اول، پادشاه وقت بود اما در حقیقت ژنرال رادومیر پوتنیک مسئولیت فرماندهی میدانی را بر عهده داشت.
تا اوایل ژوئن ارتش پادشاهی یونان با ۱۴۲ هزار نفر نیرو دارای ۹ لشکر پیاده و یک تیپ سواره بود. همانند صربستان بیشتر این نیروها شامل ۸ لشکر پیاده و یک تیپ سواره (۱۱۸ هزار نفر) نیز در مقدونیه حضور داشتند به گونه‌ای که با ایجاد یک هلال از جناح شمالی و شمال شرقی شهر سالونیک محافظت می‌کردند درحالیکه یک لشکر باقی‌مانده به همراه واحدهای مستقل (مجموعاً ۲۴ هزار نفر) در بدنه اصلی خاک یونان باقی‌مانده بودند. با آغاز جنگ این لشکر نیز از یونان راهی جبهه‌های نبرد شد و با جذب سربازان وظیفه قدرت ارتش یونان در مقدونیه به ۱۴۵ هزار نفر به همراه ۱۷۶ قبضه توپ رسید. کنستانتین اول، پادشاه یونان فرماندهی ارتش این کشور را در اختیار داشت در حالیکه ژنرال ویکتور دوسمانیس مسئول ستاد ارتش بود.
مونتنگرو نیز یک لشکر متشکل از ۱۲ هزار نفر عازم مقدونیه کرد.
پادشاهی رومانی بزرگترین ارتش را در منطقه بالکان در اختیار داشت با این حال که این ارتش هیچ جنگی پس از درگیری استقلال مقابل امپراتوری عثمانی در سال ۱۸۷۸ به خود ندیده بود. در زمان صلح این ارتش ۶۱۵۰ افسر و ۹۴٬۱۷۰ سرباز داشت که با استانداردهای بالکان به خوبی تسلیح شده بودند و ۱۴۴ توپ داشتند. در زمان بسیج نیروها ارتش رومانی ۴۱۷٬۷۲۰ نفر را در قالب ۵ سپاه گردآورد که ۸۰ هزار نفر آن‌ها مسئولیت اشغال دوبرویا را داشتند و ۲۵۰ هزار نفر دیگر باید به بنده بلغارستان تهاجم می‌بردند.

## آغاز جنگ
طرح حمله بلغارستان بر اساس تهاجم لشکرهای اول، سوم، چهارم و پنجم به صرب‌ها و یورش لشکر دوم به مواضع یونانی‌ها در سالونیک چیده شده بود. اما در روزهای حساس و تعیین‌کننده آغاز جنگ تنها لشکرهای دوم و چهارم دستور پیشروی دریافت کردند. این موضوع به صربستان فرصت تا با متمرکز کردن نیروهای خود در مقابل مهاجمان جلوی پیشروی آن‌ها را بگیرد. در جبهه یونان بلغارها از نظر شمار بسیار کمتر از دشمنان خود بودند و کیفیت پایین رزم آن‌ها باعث شد از نوزدهم ژوئن در تمامی خط جبهه یونانی‌ها موضع تهاجمی را به دست آورند. نیروهای بلغارستان (به جز یک گردان محاصره شده در داخل شهر که به سرعت در هم کوبیده شد) مجبور به عقب‌نشینی از موقعیت‌های خود در شمال سالونیک و رفتن به حالت تدافعی بین شهر کیلکیس و رود تروما شدند. غیر وقع بینانه بودن نقشه نابود کردن سریع ارتش صربستان در مرکز مقدونیه به کمک یک حمله متمرکز به تدریج عیان شد و ارتش بلغارستان حتی از پیش از دخالت رومانی در جنگ، شروع به عقب‌نشینی کرد و پیشروی یونانی‌ها به دست برداشتن از تهاجم به منظور دفاع از صوفیه ضرورت بخشید.

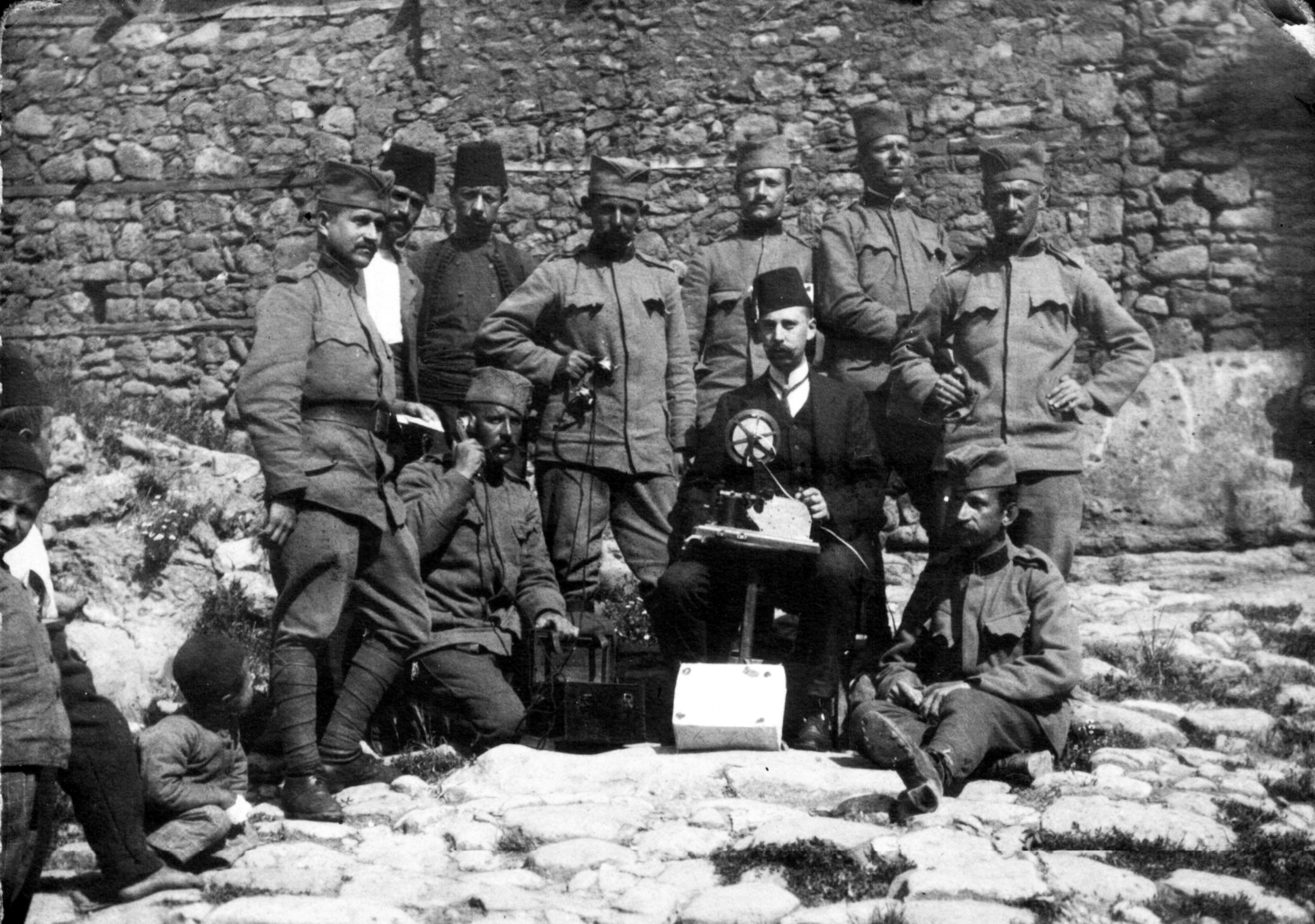
سربازان صربستان در جنگ دوم بالکان

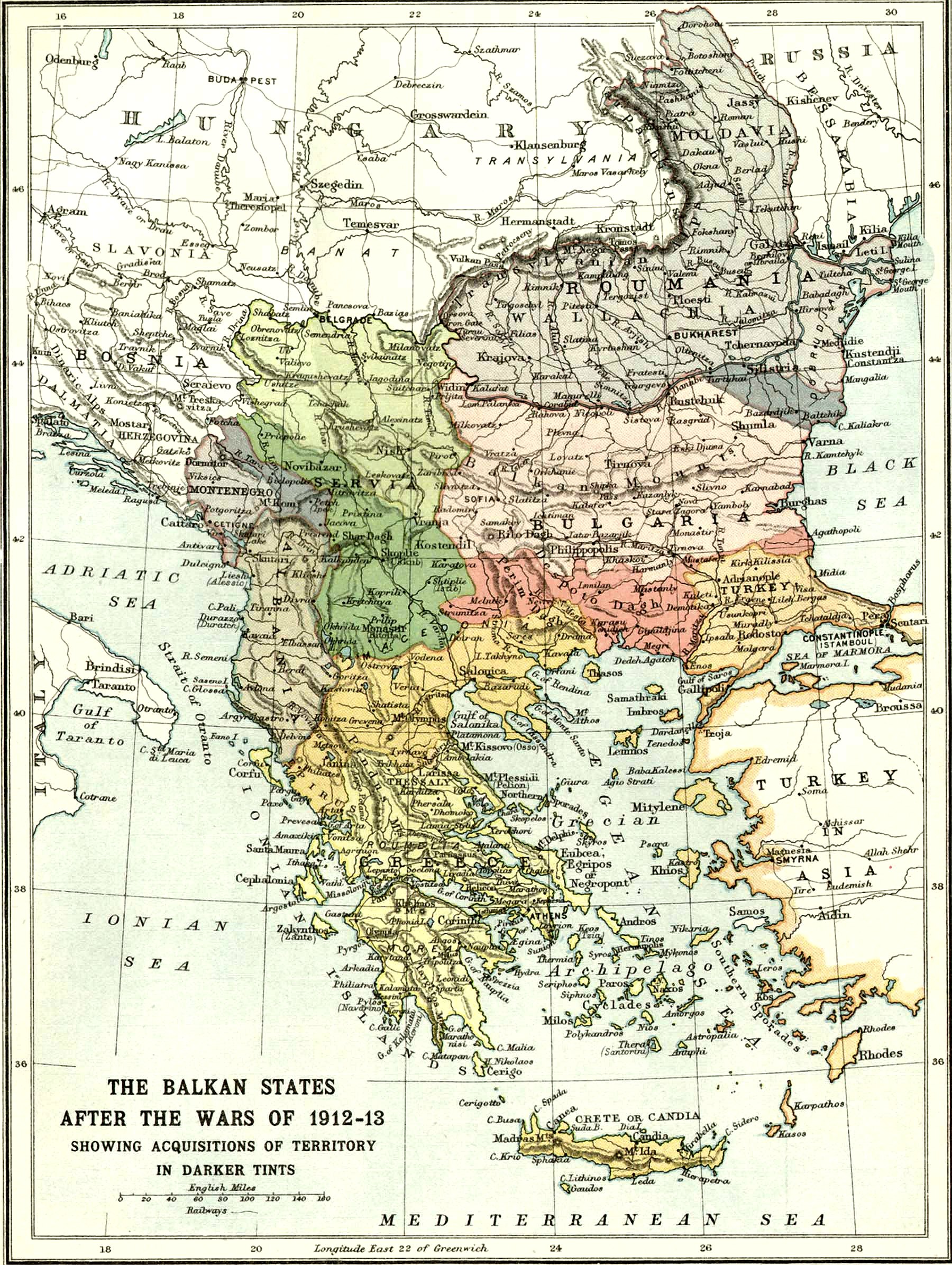
تقسیمات بالکان پس از جنگ دوم بالکان

## جنگ
در این میان رومانی و عثمانی هم از فرصت استفاده کردند و به بلغارستان حمله کردند. بلغارها کاملاً غافلگیر شده بودند و با دادن تعداد زیادی تلفات، مجبور به آتش‌بس شدند.

## نتیجه
در پایان این جنگ پیمان بخارست امضا شد که به موجب آن بلغارستان بخش بزرگی از سرزمین‌هایی را که در جنگ اول بالکان تصرف کرده بود، از دست داد.

## پیمان صلح و پس از آن
غنایم ارضی در پیمان بخارست و پیمان قسطنطنیه قرار گرفتند. بلغارستان بسیاری ار اراضی جنوب رومانی، مقدونیه و عثمانی را که در جنگ اول بالکان اشغال کرده بود، از دست داد. با حمایت قوی دیپلماتیک روسیه قلمروی مقدونیه ۱۶ درصد افزایش یافت. قلمروی رومانی ۵ درصد و قلمروی مونته‌نگرو ۶۲ درصد بزرگ‌تر شد.